# Simu
Simu is een bestuurslaag in het regentschap Sumbawa van de provincie West-Nusa Tenggara, Indonesië. Simu telt 2138 inwoners (volkstelling 2010).